# Amt Altena
| Amt in Preußen     | Amt in Preußen                          |
| ------------------ | --------------------------------------- |
| Name               | Altena (1843–1922) Nachrodt (1922–1934) |
| Provinz            | Westfalen                               |
| Regierungsbezirk   | Arnsberg                                |
| Kreis              | Altena                                  |
| Fläche             | 39,8 km²                                |
| Einwohner          | 4214 (1933)                             |
| Bevölkerungsdichte | 106 Einw./km² (1933)                    |
| Gemeinden          | 2 (1844–1907) 1 (1907–1934)             |

Das Amt Altena war ein Amt im Kreis Altena in der preußischen Provinz Westfalen. Seit 1922 hieß es Amt Nachrodt.

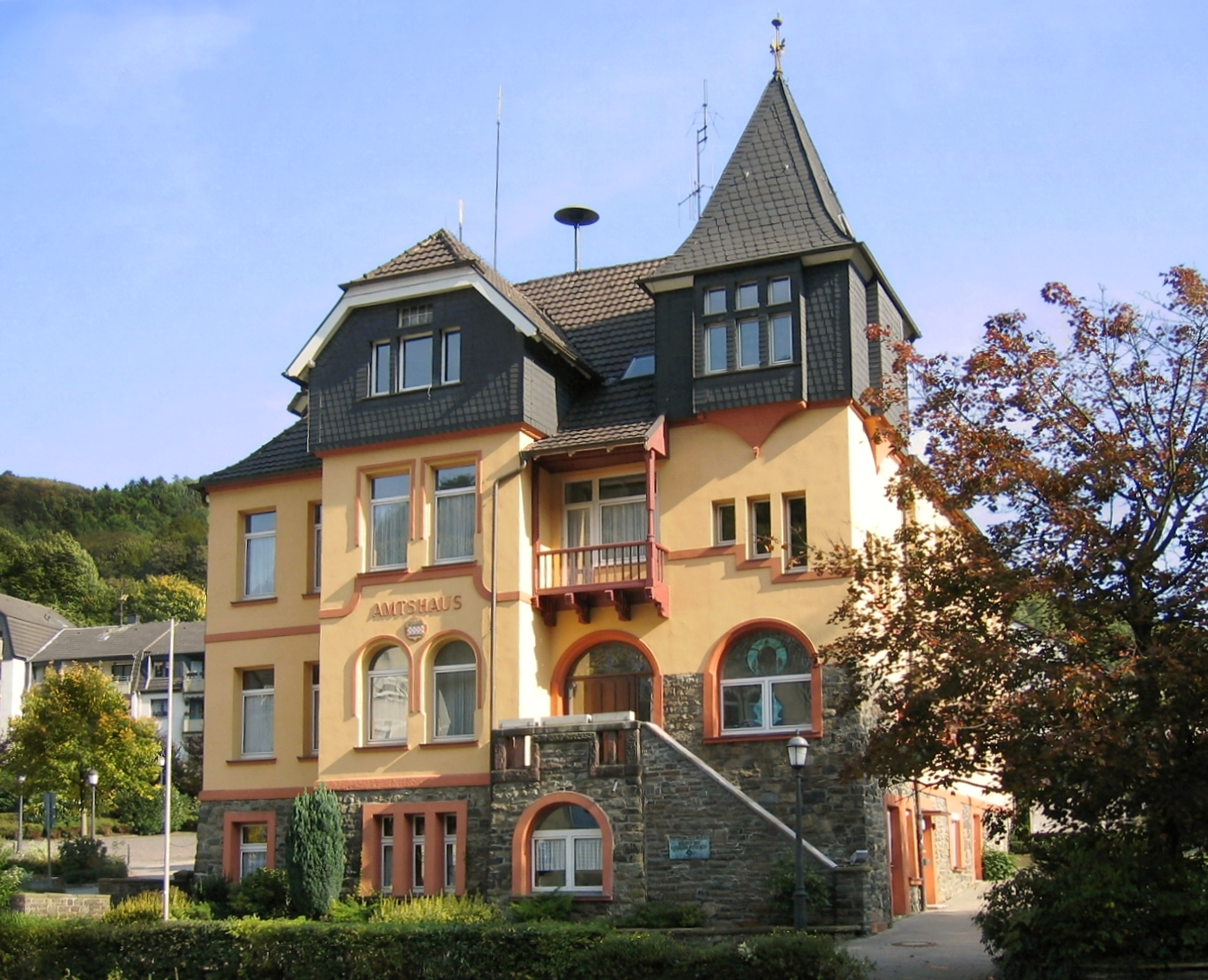
Altes Amtshaus

## Geschichte
In der Franzosenzeit wurde im Kanton Neuenrade des Großherzogtums Berg die Mairie (Bürgermeisterei) Altena eingerichtet. Nachdem das Gebiet der früheren Grafschaft Mark 1815 wieder an Preußen gefallen war, bestand die Mairie Altena als preußische Bürgermeisterei im 1817 wiedergegründeten Kreis Altena fort.
Nachdem die Stadt Altena 1836 die preußische „Revidierte Städteordnung von 1831“ erhalten hatte, wurde zwischen der Stadt Altena und der Landbürgermeisterei Altena unterschieden.
Im Rahmen der Einführung der Landgemeindeordnung für die Provinz Westfalen wurde 1843 im  Kreis Altena aus der Landbürgermeisterei Altena das Amt Altena gebildet. Dem Amt gehörten die beiden Gemeinden Kelleramt und Wiblingwerde an. Die Stadt Altena besaß die westfälische Städteordnung und blieb amtsfrei.
Die beiden Gemeinden Kelleramt und Wiblingwerde wurden am 1. April 1907 zur neuen Gemeinde Nachrodt-Wiblingwerde zusammengeschlossen. Der Namensbestandteil Nachrodt stammte von einem der Dörfer der Gemeinde Kelleramt. Das seitdem nur noch aus einer Gemeinde bestehende Amt Altena wurde am 28. Februar 1922 in Amt Nachrodt umbenannt. Wie alle preußischen Einzelgemeindeämter wurde das Amt am 1. November 1934 aufgehoben. Nachrodt-Wiblingwerde war seitdem eine amtsfreie Gemeinde im Kreis Altena. Seit 1975 gehört die Gemeinde zum Märkischen Kreis.

## Einwohnerentwicklung
| Jahr | Einwohner | Quelle |
| ---- | --------- | ------ |
| 1839 | 1366      | [ 8 ]  |
| 1859 | 2440      | [ 9 ]  |
| 1871 | 2598      | [ 10 ] |
| 1885 | 2979      | [ 11 ] |
| 1895 | 3189      | [ 12 ] |
| 1910 | 4368      | [ 13 ] |
| 1925 | 4563      | [ 14 ] |
| 1933 | 4214      | [ 14 ] |